# William C. Thompson
Pour les articles homonymes, voir Thompson et William Thompson.

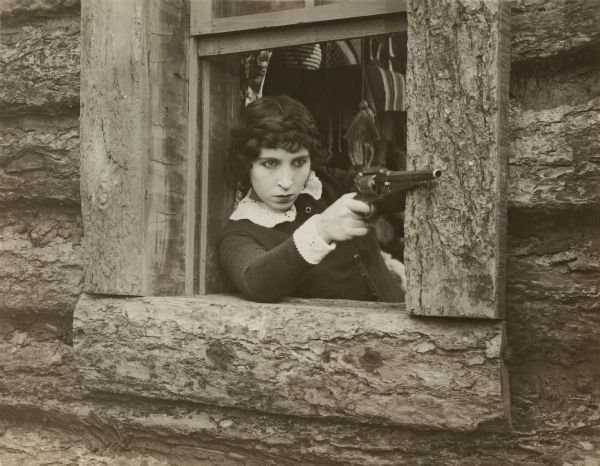
As the Sun Went Down (1919), avec Edith Storey

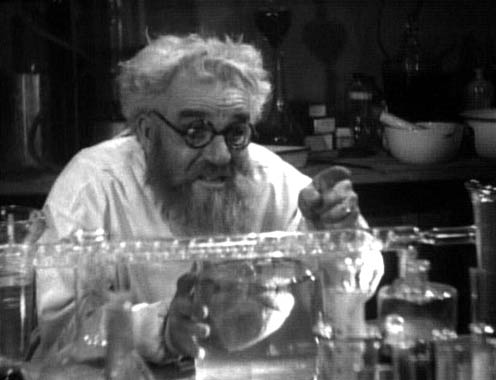
Maniac (1934), avec Horace B. Carpenter

William Creevy Thompson (généralement crédité William C. Thompson ou William Thompson) est un directeur de la photographie américain, né le 30 mars 1889 à Bound Brook (New Jersey), mort le 22 octobre 1963 à Los Angeles (Californie).

## Biographie
William C. Thompson débute comme chef opérateur sur Absinthe d'Herbert Brenon et George Edwardes-Hall (avec King Baggot), sorti en 1914. Suivent dix-sept autres films muets (le dernier sorti en 1928), dont The Curse of Eve de Frank Beal (1917, avec Enid Markey et Edward Coxen) et Revenge de Tod Browning (1918, avec Edith Storey et Wheeler Oakman).
Ses dix-sept premiers films parlants comme directeur de la photographie sortent entre 1930 et 1936, dont Maniac (en) de Dwain Esper (en) (1934, avec Horace B. Carpenter).
Sa troisième période, de 1945 à 1960, comprend trente-et-un autres films américains, dont Project Moonbase de Richard Talmadge (1953, avec Hayden Rorke) et Les Jeunes Amants de Richard Rush (son avant-dernier film, 1960, avec Richard Evans et Jack Nicholson).
De plus, il collabore à sept films d'Ed Wood, depuis Louis ou Louise (1953, avec le réalisateur et Béla Lugosi) jusqu'à The Sinister Urge (son dernier film, 1960), en passant notamment par La Fiancée du monstre (1955, avec Béla Lugosi et Tor Johnson) et Plan 9 from Outer Space (1959, avec Gregory Walcott et Tor Johnson).

## Filmographie partielle
- 1914 : Absinthe d'Herbert Brenon et George Edwardes-Hall
- 1915 : Wormwood de Marshall Farnum
- 1916 : The Fall of a Nation (en) de Thomas F. Dixon Jr.
- 1917 : The Curse of Eve de Frank Beal
- 1918 : The Treasure of the Sea de Frank Reicher
- 1918 : In Judgment Of de Will S. Davis
- 1918 : The Demon de George D. Baker
- 1918 : Revenge de Tod Browning
- 1919 : As the Sun Went Down d'E. Mason Hopper
- 1925 : Pals de John P. McCarthy
- 1930 : South of Sonora de Jacques Jaccard
- 1931 : Pueblo Terror d'Alan James
- 1932 : Riders of the Golden Gulch de Clifford Smith
- 1932 : No Greater Love de Lewis Seiler
- 1933 : Found Alive de Charles Hutchison
- 1934 : The Brand of Hate (en) de Lewis D. Collins
- 1934 : Tomorrow's Children de Crane Wilbur
- 1934 : Maniac de Dwain Esper
- 1934 : A Demon from Trouble de Robert F. Hill
- 1936 : Lucky Fugitives de Nick Grinde
- 1945 : The White Gorilla d'Harry L. Fraser
- 1953 : Louis ou Louise (Glen or Glenda) d'Ed Wood (+ acteur)
- 1953 : Project Moonbase de Richard Talmadge
- 1954 : Jail Bait d'Ed Wood
- 1954 : La Déesse d'or (The Golden Mistress) d'Abner Biberman
- 1954 : The Lawless Rider de Yakima Canutt
- 1955 : La Fiancée du monstre (Bride of the Monster) d'Ed Wood
- 1955 : Dementia de John Parker
- 1956 : The Violent Years de William Morgan
- 1957 : Final Curtain d'Ed Wood (court métrage)
- 1959 : Plan 9 from Outer Space d'Ed Wood
- 1959 : Mustang! de Tom Gries
- 1959 : Night of the Ghouls d'Ed Wood
- 1960 : Les Jeunes Amants (Too Soon to Love) de Richard Rush
- 1960 : The Sinister Urge d'Ed Wood